# Diphyllobothriidae
Famille
Les Diphyllobothriidae forment une famille de vers plats parasites de la classe des cestodes (ordre des Diphyllobothriidea). 

## Systématique
Le nom valide complet avec auteur de ce taxon est Diphyllobothriidae Lühe, 1910.

### Liste des genres
Selon la base de données World Register of Marine Species (19 février 2024), la famille des Diphyllobothriidae regroupe les genres suivants :
- Adenocephalus Nybelin, 1931
- Baylisia Markowski, 1952
- Baylisiella Markowski, 1952
- Dibothriocephalus Lühe, 1899
- Diphyllobothrium Cobbold, 1858
- Flexobothrium Yurakhno, 1989
- Glandicephalus Fuhrmann, 1921
- Ligula Bloch, 1782
- Multiductus Clarke, 1962
- Plicobothrium Rausch & Margolis, 1969
- Pyramicocephalus Monticelli, 1890
- Schistocephalus Creplin, 1829
- Spirometra Faust, Campbell & Kellogg, 1929
- Tetragonoporus Skryabin, 1961

### Synonymes, suppressions
D'après World Register of Marine Species (19 février 2024) les genres suivants sont des synonymes :
- le genre Cordicephalus Wardle, McLeod & Stewart, 1947 est synonyme de Diphyllobothrium Cobbold, 1858 ;
- le genre Digramma Cholodkovsky, 1914 est synonyme de Ligula Bloch, 1782 (Synonym)
- le genre Diplogonoporus Lönnberg, 1892 est synonyme de Diphyllobothrium Cobbold, 1858 ;
- le genre Lueheella Baer, 1924 est synonyme de Diphyllobothrium Cobbold, 1858 ;
- le genre Polygonoporus Skryabin, 1967 est synonyme de Tetragonoporus Skryabin, 1961 ;

Le genre Hexagonoporus Gubanov in Delamure, 1955 est incertain ; c'est un taxon inquirendum.
Le genre Sparganum Diesing, 1854 est incertain.